# Selenicereus plumieri
Selenicereus plumieri es una especie de planta fanerógrama suculenta perteneciente a la familia Cactaceae.

## Distribución y hábitat
El área de distribución nativa de esta especie se extiende en las Islas de Barlovento. Crece principalmente en el bioma tropical estacionalmente seco.

## Taxonomía
La especie fue descrita inicialmente como Cereus plumieri por Robert Roland-Gosselin y publicada en Bulletin de la Société Botanique de France 54: 668, en 1908, hoy en día es tanto un sinónimo como el basónimo de esta. Más adelante, sería transferida al género Hylocereus por Alicia Lourteig en Bradea, Boletim do Herbarium Bradeanum 5(44): 406, en 1991, nombre científico que también es un sinónimo actualmente; y ulteriormente sería transferida al género Selenicereus por Paul Hoxey y Andrew Gdaniec en Phytotaxa 483(1): 58, en 2021.

#### Etimología
Véase: Selenicereus
plumieri: epíteto nombrado en honor del botánico, religioso e ilustrador francés Charles Plumier (1646 – 1704), estudioso de la flora americana.